# Government Hill

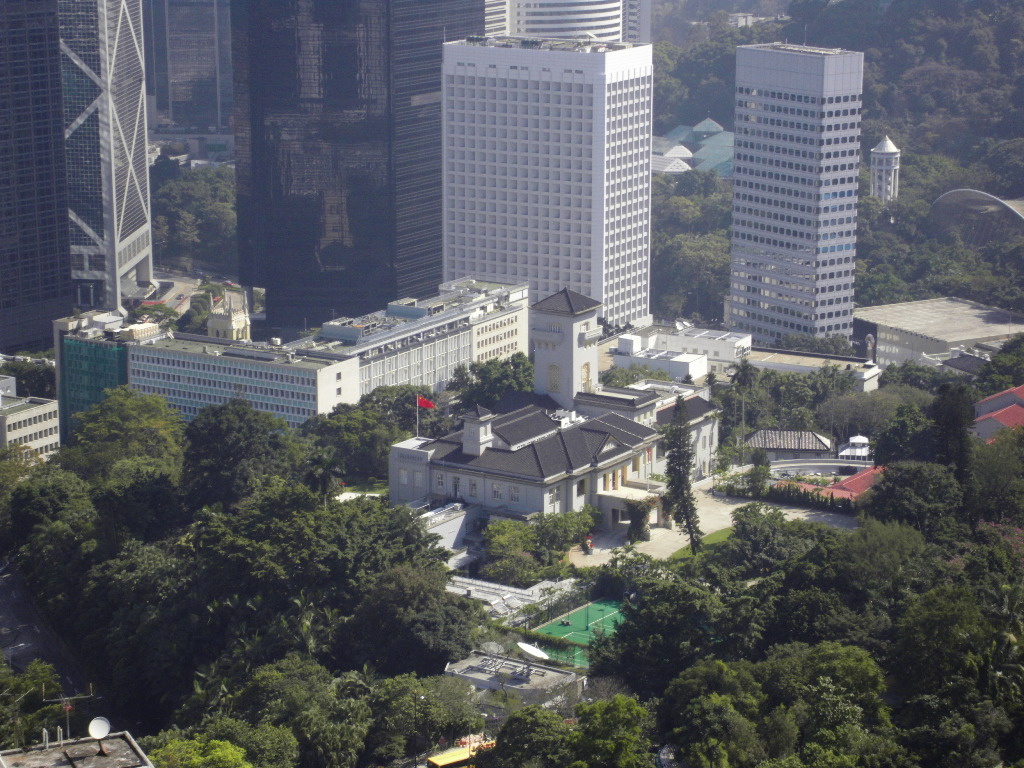
Vue aérienne de Government Hill.

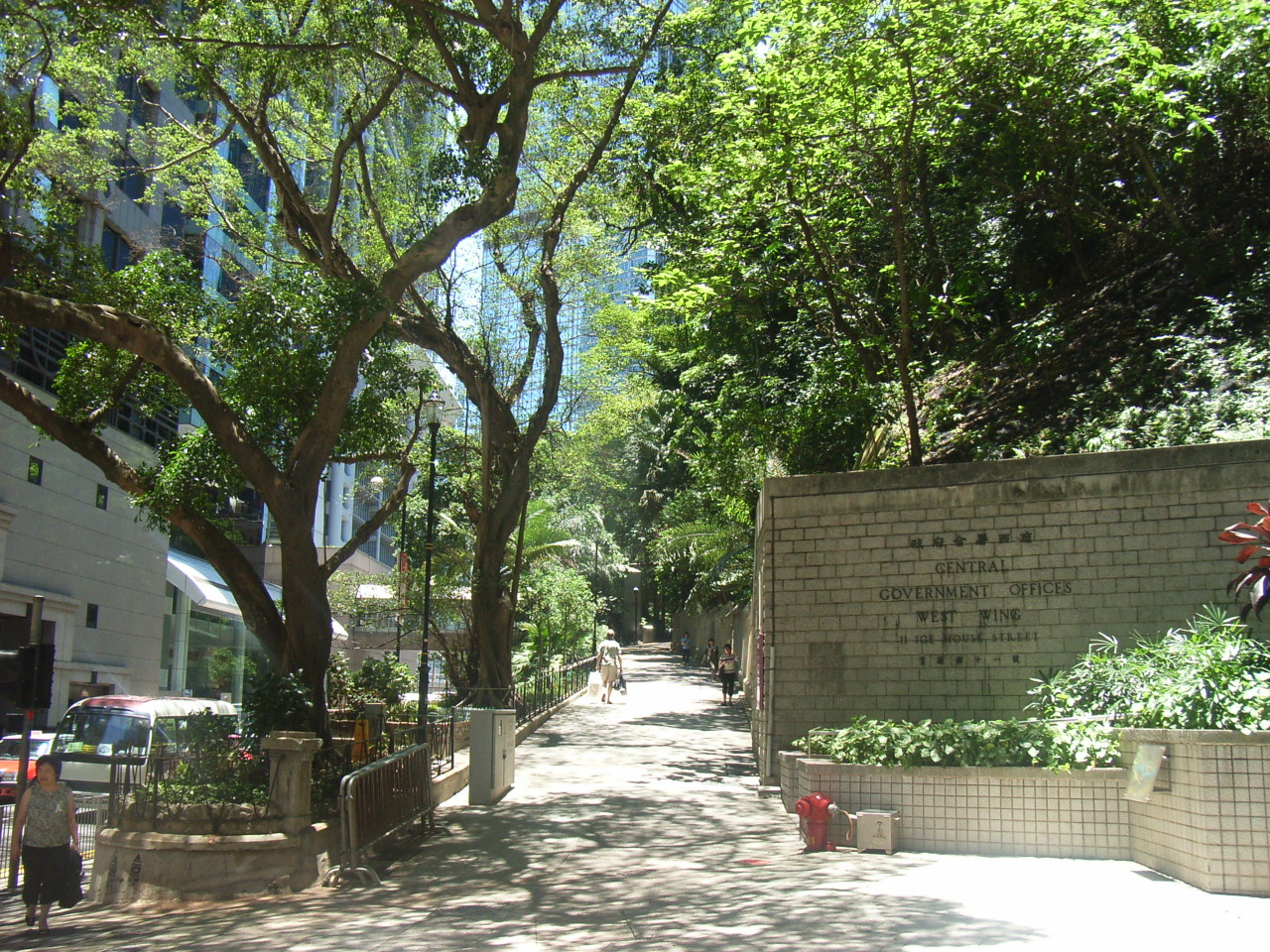
, Government Hill, Central.

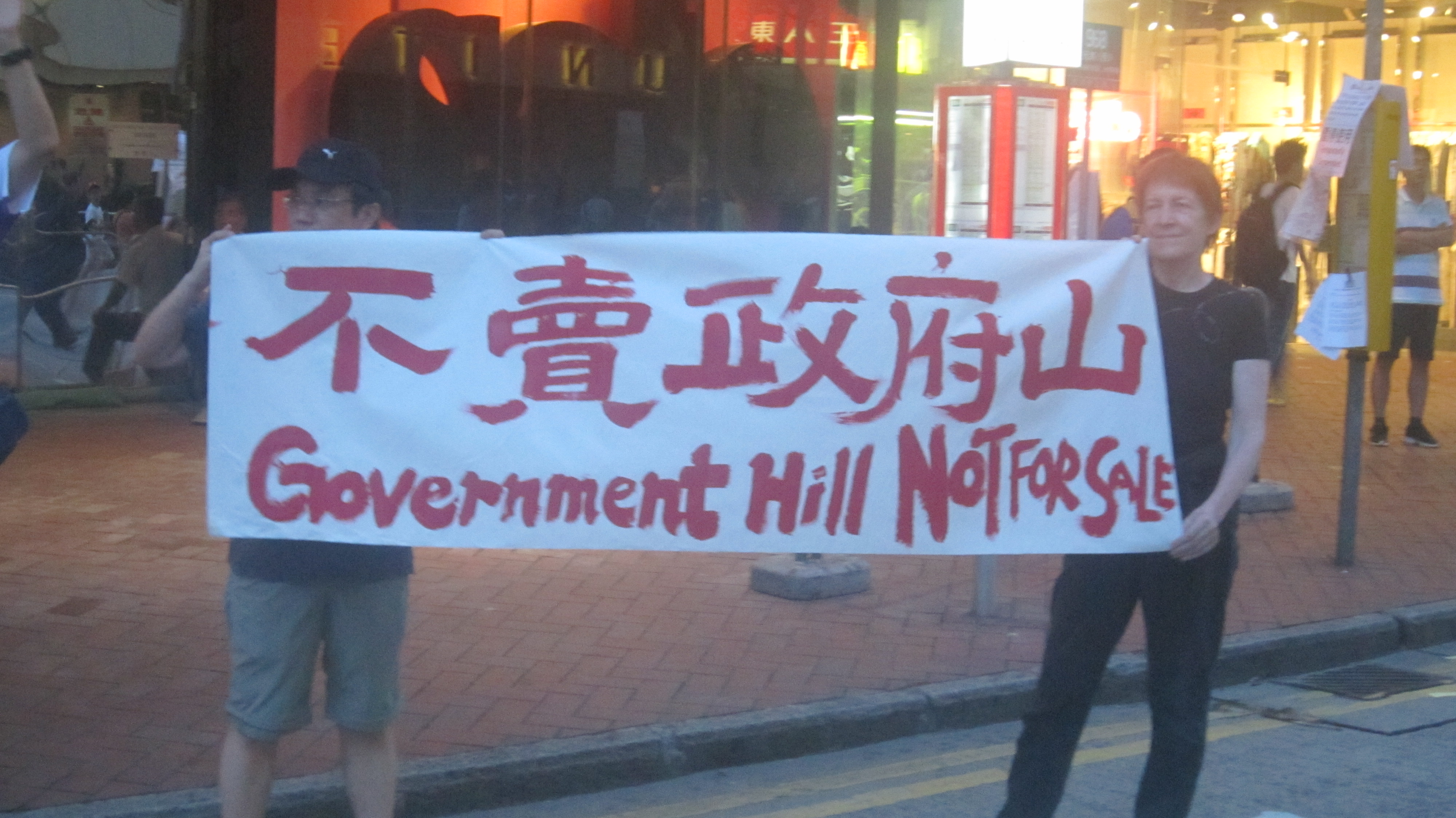
Manifestation pour la conservation du patrimoine de Government Hill.

Government Hill (政府山) est une colline de Hong Kong située dans le quartier de Central, délimitée par la partie supérieure de Upper Albert Road (en) au sud, Queen's Road (en) au nord, Garden Road (en) à l'est, et Glenealy (en), à l'ouest de l'île de Hong Kong.
Elle est le centre administratif de Hong Kong depuis les premiers jours de la domination coloniale britannique et l'est restée après la rétrocession de Hong Kong à la Chine de 1997. Government House, la résidence du chef de l'exécutif et du gouverneur colonial, et les anciens bureaux du gouvernement de Central (en) (siège du gouvernement), occupaient une grande partie de la colline.
La cathédrale Saint-Jean-l'Évangéliste de l'église anglicane de Hong Kong (en) se trouve également sur Government Hill. À côté se trouve la Cour d'appel final, à l'intérieur de l'ancienne mission française de Hong Kong, avec Battery Path (en) menant à Queen's Road.
Contrastant avec le quartier d'affaires surpeuplé, la colline est exempte de gratte-ciel et a conservé de nombreux arbres centenaires. Plus haut sur la colline au sud se trouvent les jardins botanique et zoologique de Hong Kong.
En 2011, une demande est déposée auprès du Conseil d'urbanisme pour changer le zonage de la zone en tant que site historique et plafonner les hauteurs des bâtiments à celle des bâtiments existants.